# Карди Би
Белкалис Марленис Альма́нзар (англ. Belcalis Marlenis Almanzar; род. 11 октября 1992), более известная как Карди Би (англ. Cardi B) — американская хип-хоп-исполнительница, автор песен, актриса и телезвезда. Родилась и была воспитана в Бронксе, Нью-Йорк. Обрела популярность после публикаций юмористических скетчей в Vine и Instagram. С 2015 по 2017 год была участницей реалити-шоу Love & Hip Hop: New York на канале VH1, уже в то время увлекаясь музыкой. После завершения съёмок выпускает два микстейпа — Gangsta Bitch Music, Vol. 1 и Vol. 2.
Карди Би трижды возглавляла чарт Billboard Hot 100. Её сингл «Bodak Yellow» удостоился звания «рэп-гимн лета» от газеты The New York Times и сделал её второй рэпершей в истории, которой удалось попасть на вершину хит-парада с сольным треком, после Лорин Хилл, сделавшей это в 1998 году с песней «Doo Wop (That Thing)». Другой сингл, «I Like It», сделал её единственной хип-хоп-исполнительницей, которой несколько раз удалось попасть на первую строчку чарта, а совместная композиция с Maroon 5 под названием «Girls Like You» сделала Карди Би шестой по счёту исполнительницей за всю историю существования главного песенного чарта США, которой трижды удалось попасть на его вершину с 2010 года. Дебютный сольный альбом Карди Би, Invasion of Privacy, вышедший в 2018, сумел побить несколько стриминговых рекордов и получил три платиновые сертификации от RIAA. Получив удовлетворительные оценки от критиков, альбом выиграл Грэмми в номинации «Лучший рэп-альбом», делая Карди Би единственной женщиной, которой удалось выиграть в данной номинации с сольным альбомом. Также, в 2018 году, журнал Time включил Карди в ежегодный список ста самых влиятельных людей мира.
Карди Би удалось выиграть семь статуэток премии Billboard Music Awards, девять статуэток церемонии BET Hip Hop Awards — больше, чем какая-либо другая хип-хоп-исполнительница, а также три от American Music Awards и MTV Video Music Awards, и установить два рекорда в Книге Гиннесса.

## Биография

### Ранние годы
Карди Би родилась 11 октября 1992 года в Бронксе, Нью-Йорк (США). Мать имеет тринидадские корни, а отец — доминиканские. У неё есть младшая сестра Хеннеси Кэролайн (р. 1995). Она росла в районе Хайбридж на юге Бронкса. Воспитывалась у бабушки в квартале Вашингтон-Хайтс (Манхэттен), отсюда своеобразный сильный акцент Карди. Она посещала среднюю школу музыкального театра и технологий Renaissance High School for Musical Theater & Technology, профессионально-техническую среднюю школу в кампусе средней школы имени Герберта Х. Лемана. До начала музыкальной карьеры Карди Би работала стриптизёршей в ночном клубе.
Её псевдоним Карди Би это игра букв от слова Bacardi. Карди заявила, что с 16 лет состояла в банде Bloods, в которую она не советует вступать.

### 2017—2018:Invasion of Privacy
В сентябре 2017 года сингл «Bodak Yellow» занял первое место в американском хит-параде Billboard Hot 100, сделав Карди Би первой за почти 20 лет рэп-исполнительницей на вершине этого чарта с сольным треком (впервые после «Doo Wop (That Thing)» Лорин Хилл, 1998) и лишь пятой на позиции № 1 в Hot 100. Также Карди Би стала первой в истории персоной доминиканского происхождения на первом месте чарта Hot 100 за всё время с его запуска в 1958 году. Для поддержания популярности песни были выпущены его испаноязычная версия и ремикс в совместном исполнении с рэпером Kodak Black.
В январе 2018 года певица Карди Би стала третьим в истории исполнителем после британской группы Beatles и американской соул-певицы Ашанти, кому удалось тремя первыми своими хитами находиться в лучшей десятке Billboard Hot 100 одновременно: № 4 («No Limit»), № 7 («MotorSport») и № 10 («Bodak Yellow»). Первым такое рекордное достижение на волне битломании поставила группа Beatles, когда в Hot 100 в даты 29 февраля, 7 и 14 марта 1964 года, их первые три хита находились в топ-10 вместе. В последнюю из указанных этих дат группа монополизировала верхнюю тройку с песнями № 1 («I Want to Hold Your Hand»), № 2 («She Loves You») и № 3 («Please Please Me»). Спустя только 38 лет этот музыкальный рекорд повторила певица Ашанти, когда 30 марта и 6 апреля 2002 года три её первых хита находились одновременно в американском топ-10 («Foolish», «What’s Luv?» Fat Joe и «Always on Time» Джа Рула). Карди Би, Игги Азалия, Ариана Гранде, Адель и Ашанти это единственные женщины с таким музыкальным хет-триком в топ-10. Среди других исполнителей три своих хита в топ-10 одновременно имели (начиная с 4 августа 1958): Bee Gees, 50 Cent, Ашер, Эйкон, T-Pain, Крис Браун, Лил Уэйн и Джастин Бибер (то есть Карди Би стала 15-м членом в этом престижном клубе рекордсменов).
6 апреля 2018 года вышел дебютный студийный альбом Invasion of Privacy. 7 июля 2018 года американский хит-парад возглавил хит «I Like It» в исполнении Карди Би, Bad Bunny и Джей Бальвин. Это второй чарттоппер певицы, что стало рекордом для женщин, исполняющих музыку в стиле рэп. 10 июля рэп-исполнительница Карди Би родила своего первого ребёнка. Об этом она сообщила в инстаграме. Девочку назвали Калчер (англ. Kulture). 21 августа 2018 года на церемонии MTV Video Music Awards Карди Би получила 12 номинаций и победила в категориях «Лучший новый исполнитель» и «Лучшая песня лета» за композицию «I like It».
По итогам 2018 года Карди Би вошла в рейтинг звёзд, пользующихся наибольшей популярностью у пользователей, составленный ресурсом Pornhub. В 2018 году посетители сайта упоминали в своих поисковых запросах имя Карди Би 12,7 миллионов раз. В нескольких публикация в конце 2018 и в начале 2019 года, включая The Hollywood Reporter и Billboard, Карди Би была названа «действующей хип-хоп-королевой». Журнал Time включил певицу в свой ежегодный «Список 100 самых влиятельных людей в мире» (Time 100) по итогам 2018 года.

### 2019 — настоящее время
Карди Би получила пять номинаций на 61-й церемонии «Грэмми», в том числе в таких категориях как «Альбом года», «Лучший рэп-альбом» и «Запись года» («I Like It»). Карди Би стала третьей рэп-певицей в истории, чей альбом получил номинацию в категории «Альбом года», вслед за Лорин Хилл (1999) и Мисси Эллиотт (2004).
15 февраля 2019 года Карди Би выпустила совместную песню с Бруно Марсом «Please Me», которая стала её седьмой песней попавшей в топ-10 в чарте Billboard Hot 100, достигнув третьего места. Это было второе сотрудничество двух исполнителей. В 2018 году они уже выпускали совместную песню «Finesse». 1 марта Карди Би установила новый рекорд посещаемости на родео в Хьюстоне, когда шоу с её участием посетило 75 580 человек. С синглами «Backin’ It Up», «Twerk» и «Money» Карди Би заняла всю первую тройку чарта Billboard Mainstream R&B/Hip-Hop Airplay и тем самым стала первой женщиной-исполнителем, которой это удалось.
Певица лидировала по числу номинаций (21) на церемонии Billboard Music Awards 1 мая 2019 года, что стало рекордом за один год для певиц и третьим результатом в целом (больше только у рэпера Дрейка и группы The Chainsmokers, по 22 в год). В итоге она получила шесть наград, а в сумме за всю карьеру стало семь побед — лучший результат для рэп-исполнительниц в истории.
Её следующий сингл под названием «Press» был выпущен 31 мая 2019 года. В июне 2019 года получила награду в номинации «Альбом года» на BET Awards. Летом отправилась в небольшой тур по США.
Карди Би дебютировала в кино в фильме «Стриптизёрши» с Дженнифер Лопес в главной роли. Фильм вышел в сентябре 2019 года. Карди Би вместе с Chance the Rapper и T.I. приняла участие в качестве судьи в реалити-шоу от Netflix Rhythm + Flow. Программа искала новые таланты в хип-хопе. В сентябре 2019 года Карди Би была признана самой продаваемой женщиной-рэпером по версии RIAA с 31,5 миллионами копий проданных цифровых синглов. Журнал Forbes признал её одной из самых влиятельных женщин-рэперов всех времён. В декабре 2019 года Карди Би отправилась в своё первое турне по Африке, посетив Нигерию и Гану. В этом году она стала самой популярной женщиной-рэпером в США согласно Spotify. Consequence of Sound назвали её одним из самых выдающихся хип-хоп-исполнителей десятилетия.
На 62-й церемонии «Грэмми» номинацию получила песня «Clout», совместная работа Карди Би и Offset. В марте 2020 года Карди Би записала видеоролик со своей реакцией на пандемию коронавируса. DJ iMarkkeyz, известный превращением мемов в песни, создал на основе этого видео песню «Coronavirus», которая стала мемом. В августе Карди Би совместно с Megan Thee Stallion выпустила сингл «WAP» из готовящегося второго студийного альбома. Песня дебютировала на первой строчке чарта Billboard Hot 100. На Billboard Music Awards 2020 года Карди Би в третий раз подряд была признана «Лучшей рэп-исполнительницей», а на премии Billboard Women in Music была признана «Женщиной года». На American Music Awards 2020 года песня «WAP» победила в номинации «Лучшая рэп/хип-хоп-песня».
5 февраля 2021 года Карди Би выпустила песню «Up», которая стала вторым синглом с её предстоящего второго студийного альбома. Песня дебютировала на втором месте в Billboard Hot 100, позже достигнув первой строчки. Попала на первое место и в Rolling Stone Top 100. На BET Awards 2021 года у неё было две номинации за «Видеоклип года» (песни «WAP» и «Up»). Победу одержала песня «WAP». В июне 2021 года появилась в фильме «Форсаж 9». 16 июля 2021 года Карди Би появилась на сингле Нормани «Wild Side», а 13 августа на сингле Лиззо «Rumors».

## Музыкальный стиль
Ее дебютный студийный альбом Invasion of Privacy — это прежде всего хип-хоп, включающий в себя элементы трэпа, латинской музыки и R&B. Ее стиль был описан как «акробатический и проворный» сайтом Consequence of Sound, и «агрессивный» журналом Newsweek и AllMusic. Блог Stereogum назвал ее вокал «бессовестно громким и сексуальным нью-йоркским „fuck-you“» и «полнозвучным нью-йоркским носовым блеянием, подобное которому вы слышали, если кто-то когда-либо говорил вам, что вы глупы, потому что слишком долго возитесь со своей картой MetroCard». Pitchfork написал, что ее вокал в песне «WAP» выполнен в «ее классическом горловом стиле», а газаета Los Angeles Times охарактеризовала его как «стаккатный лай».

## Личная жизнь
Карди Би — католичка; в интервью она упоминала о своих «сильных отношениях» с Богом, часто заявляя, что она напрямую общается с Богом.
Является бисексуалкой. В хештеге Me too Карди обсуждала своё сексуальное изнасилование в детстве.
С 20 сентября 2017 года замужем за рэпером Offset, с которым она встречалась несколько месяцев до их свадьбы. У супругов трое детей — дочь Калче Киари Сэфас (род. 10.07.2018), сын Уэйв Сет Сэфас (род. 04.09.2021) и дочь Блоссом Сэфас (род.13.09.2024). 4 декабря 2018 года пара объявила о расставании после четырнадцати месяцев брака, но помирилась к началу февраля 2019 года. В сентябре 2020 года Карди подала на развод со своим мужем, заявив, что она «устала от споров».
В августе 2024 года, одновременно с объявлением о третьей беременности, Карди Би сообщила о разводе с мужем.

## Дискография
Студийные альбомы
- Invasion of Privacy (2018)
- Am I the Drama? (2025)

## Фильмография
- 2017 — Быть Мэри Джейн — Мерседес (эпизод Getting Real)
- 2019 — Стриптизёрши — Даймонд
- 2021 — Форсаж 9 — Лейса
- 2023 — Форсаж 10 — Лейса